# Bezkrólewie (powieść)
Bezkrólewie – powieść Karola Bunscha z 1979 roku należąca do cyklu Powieści Piastowskie. Jest to beletrystyczne przedstawienie hipotezy istnienia Bolesława Zapomnianego, domniemanego pierworodnego, nieślubnego syna Mieszka II. Akcja toczy się w latach 1034–1039. 
Po śmierci Mieszka, w kraju silnie osłabionym przez walki z postronnymi wrogami toczy się walka o władzę pomiędzy Bolesławem a Rychezą. Wcześniejszy sojusz Mieszka z Luciacami oraz niechęć Bolesława do kościoła i niedbałość o sprawy państwa stają się zarzewiem reakcji pogańskiej, która pustoszy kraj. Palatyn Michał Adwaniec wierny testamentowi Mieszka II popiera Bolesława w walce z Rychezą, lecz przeżywa związane z tym liczne rozterki, podejmuje liczne kroki mające na celu uniknięcie rozlewu braterskiej krwi i dalszego wyniszczenia kraju. Jest jednak bezsilny wobec lekkomyślności i srogości młodego Bolesława.